# Malików

Dzielnice i osiedla Kielc, Malików znajduje się na południe od numeru 4

Malików – część Kielc znajdująca się w zachodniej części miasta. Sąsiaduje z Niewachlowem I i os. Ślichowice. Zabudowa Malikowa skupia się głównie wokół ulicy o tej samej nazwie.
Przez Malików przebiega lk61 (Kielce Główne – Fosowskie), a w południowej części znajduje się droga wojewódzka nr 786.

## Historia
Malików przed włączeniem do Kielc był częścią miejscowości Czarnów, która obejmowała również obszar wokół obecnej ulicy Piekoszowskiej na zachód od obecnej ulicy Grunwaldzkiej. Do stolicy ówczesnego województwa kieleckiego Czarnów został przyłączony w 1966 roku. Wraz z czasem określenie "Czarnów" zaczęło określać głównie os. Czarnów, które powstało na wschód od dawnej miejscowości.
Pomimo rozwoju zabudowy wielorodzinnej na obszarze Ślichowic, na obszarze Malikowa dalej dominuje przede wszystkim zabudowa jednorodzinna. Północny fragment Malikowa stał się z kolei miejscem dla licznych zakładów.

## Ważniejsze obiekty na obszarze Malikowa
- Przedszkole Samorządowe nr 18[2]
- Sąd Rejonowy (wydziały VI i X oraz 3 zespoły Kuratorskiej Służby Sądowej)[3]

## Komunikacja miejska

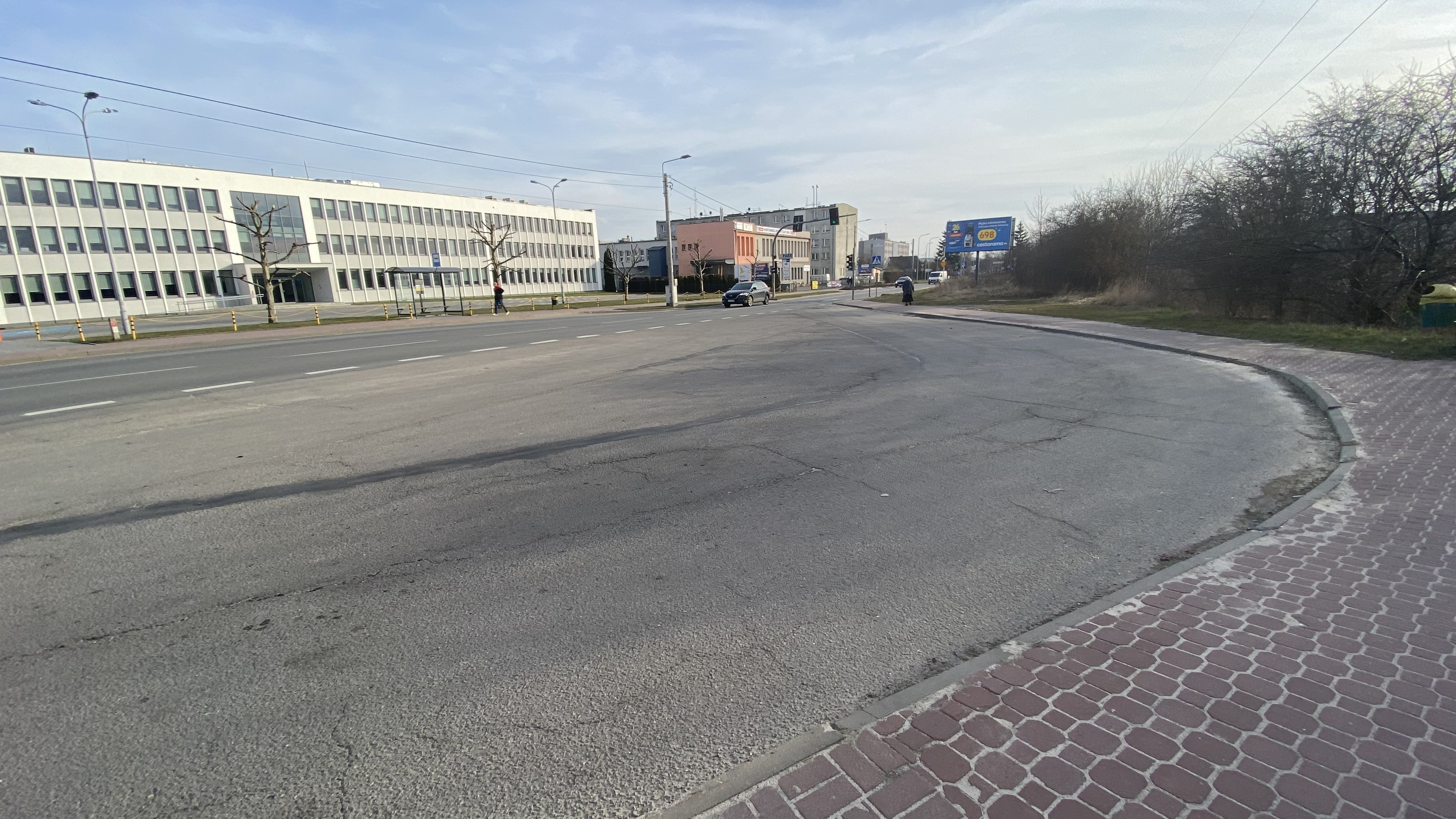
Pętla na ul. Malików

Południową część Malikowa obsługują 4 linie (18, 25, 102 i 112), natomiast północną część 5 linii (25, 44, 54, 102 i 112). Ponadto, na terenie Malikowa znajduje się pętla autobusowa Malików (dawniej Malików pętla), która jest przystankiem końcowym dla linii 54.

## Planowana obwodnica
Ze względu na duży ruch przez ul. Malików, planowana jest obwodnica całego obszaru o tej samej nazwie, która roboczo otrzymała nazwę ul. Nowy Malików. Pierwotne plany mówiły o wschodniej obwodnicy, jednak obecnie proponowana jest zachodnia obwodnica Malikowa. Droga ta pozostaje obecnie w fazie planów ze względu na brak wystarczających finansów do jej wybudowania, jednak na sesji Rady Miasta Kielce 6 czerwca 2024 roku radni podjęli uchwałę obligujących prezydenta miasta o podjęcie działań w tym celu.